# Марля
Ма́рля (фр. marli «кисея») — прозрачная и вместе с тем лёгкая по весу текстильная хлопчатобумажная ткань. Прозрачность и лёгкость этой ткани достигается тем, что ни основные, ни уточные нити не прилегают в марле одна к другой вплотную (как в обычных тканях), а отделяются более или менее заметными промежутками; в результате по способу выработки марлю можно подразделить на марлю тонкую и марлю обыкновенную (подкладочную).
Выпускается отбелённая, реже суровая.

## Применение
Тонкая марля, обезжиренная и белёная особым химическим способом или обработанная карболовой кислотой называется гигроскопичной или карбонизированной и поступает для медицинских целей как перевязочный материал (для бинтов и т. п.).
Марля обыкновенная, белёная или окрашенная в различные цвета употребляется на подкладку к платьям, а особо аппретированная (жёсткая) идёт как подкладка на женские шляпы, платяные подолы и прочее (швейный приклад). Также используется для подклейки географических карт.
Используется, как заменитель москитной сетки, как импровизированная крышка для консервации, как занавеска от мух, вместо бинта.
Сейчас его используют в самых разных целях, в том числе и для изготовления марлевых губок в медицинских целях. При использовании в качестве медицинской повязки марля обычно изготавливается из хлопка. Это полезно для перевязки ран, так как другие ткани могут прилипнуть к ожогу или рваным ранам. Многие современные медицинские марли покрыты пластиковой пористой пленкой, которая предотвращает прямой контакт и дополнительно сводит к минимуму адгезию раны. Кроме того, он может быть пропитан густой, кремовой смесью оксида цинка и каламина, чтобы способствовать заживлению. Марля также используется во время процедур, связанных со случайной потерей зуба; либо марля используется для обеспечения давления, когда зуб перемещается обратно в соответствующее гнездо, либо зуб заворачивается в марлю и помещается в молоко или физиологический раствор, чтобы сохранить его живым, пока зуб транспортируется или готовится к повторной имплантации.
С помощью ваты и марли женщины в СССР изготавливали самодельные тампоны и прокладки.

## Этимология
Слово «марля» происходит от малайского «мури».